# Élections législatives de 2024 en Seine-et-Marne
Les élections législatives françaises de 2024 se déroulent les 30 juin et 7 juillet 2024. Dans le département de Seine-et-Marne, onze députés sont à élire au sein d'autant de circonscriptions, à la suite de la dissolution de l'Assemblée nationale par Emmanuel Macron.
Le choix de cette dissolution est pris après la défaite de la liste Renaissance aux élections européennes qui ont eu lieu le 9 juin 2024.

## Contexte

### Résultats des élections européennes de 2024 par circonscription
| Circonscription | RN      | ENS     | PS - PP | LFI     | LR     |
| --------------- | ------- | ------- | ------- | ------- | ------ |
| Circonscription |         |         |         |         |        |
| 1re             | 30,13 % | 13,65 % | 11,95 % | 15,80 % | 7,09 % |
| 2e              | 30,73 % | 14,35 % | 13,66 % | 8,09 %  | 8,62 % |
| 3e              | 37,14 % | 11,07 % | 11,97 % | 11,48 % | 5,89 % |
| 4e              | 46,01 % | 10,05 % | 7,82 %  | 7,54 %  | 8,25 % |
| 5e              | 38,68 % | 13,01 % | 9,70 %  | 9,95 %  | 6,69 % |
| 6e              | 39,10 % | 9,22 %  | 9,82 %  | 15,74 % | 6,30 % |
| 7e              | 34,40 % | 11,36 % | 10,07 % | 18,30 % | 5,76 % |
| 8e              | 26,51 % | 15,42 % | 12,93 % | 16,38 % | 6,79 % |
| 9e              | 34,38 % | 13,11 % | 12,01 % | 12,47 % | 6,60 % |
| 10e             | 22,50 % | 12,95 % | 13,68 % | 24,31 % | 6,05 % |
| 11e             | 27,92 % | 11,16 % | 13,57 % | 22,54 % | 4,85 % |

## Système électoral
Les élections législatives ont lieu au scrutin uninominal majoritaire à deux tours dans des circonscriptions uninominales.
Est élu au premier tour le candidat qui réunit la majorité absolue des suffrages exprimés et un nombre de voix au moins égal au quart des électeurs inscrits dans la circonscription, soit 25 %. Si aucun des candidats ne satisfait ces conditions, un second tour est organisé entre les candidats ayant réuni un nombre de voix au moins égal à un huitième des inscrits, soit 12,5 %. Les deux candidats arrivés en tête du 1er tour se maintiennent néanmoins par défaut si un seul ou aucun d'entre eux n'a atteint ce seuil. Au second tour, le candidat arrivé en tête est déclaré élu,.
Le seuil de qualification basé sur un pourcentage du total des inscrits et non des suffrages exprimés rend plus difficile l'accès au second tour lorsque l'abstention est élevée. Le système permet en revanche l'accès au second tour de plus de deux candidats si plusieurs d'entre eux franchissent le seuil de 12,5 % des inscrits. Les candidats en lice au second tour peuvent ainsi être trois, un cas de figure appelé « triangulaire ». Les second tours où s'affrontent quatre candidats, appelés « quadrangulaire » sont également possibles, mais beaucoup plus rares,.

### Partis et nuances
Les résultats des élections sont publiés en France par le ministère de l'Intérieur, qui classe les partis en leur attribuant des nuances politiques. Ces dernières sont décidées par les préfets, qui les attribuent indifféremment de l'étiquette politique déclarée par les candidats, qui peut être celle d'un parti ou une candidature sans étiquette.
Seuls le Parti communiste français (COM), La France insoumise (FI), le Parti socialiste (SOC), le Parti radical de gauche (RDG), Les Écologistes (VEC), Renaissance (RE), le Mouvement démocrate (MDM), Horizons (HOR), l'Union des démocrates et indépendants (UDI), Les Républicains (LR), le Rassemblement national (RN) et Reconquête (REC) se voient attribuer en 2024 des nuances propres. Les coalitions Ensemble et Nouveau front populaire, ainsi que les candidats de l'alliance LR-Ciotti-RN, en bénéficient également indirectement, les nuances Ensemble ! (Majorité présidentielle) (ENS), Union de la gauche (UG) et Union de l'extrême-droite (UXD) étant attribuables aux candidats bénéficiant respectivement du soutien de deux partis du centre, de deux partis de gauche ou de deux partis d'extrême-droite,.
Tous les autres partis se voient attribuer l'une ou l'autre des nuances suivantes : EXG (extrême gauche), DVG (divers gauche), ECO (écologiste), REG (régionaliste), DVC (divers centre), DVD (divers droite), DSV (droite souverainiste) et EXD (extrême droite). Des partis comme Debout la France ou Lutte ouvrière ne disposent ainsi pas de nuances propres, et leurs résultats nationaux ne sont pas publiés séparément par le ministère, car mélangés avec d'autres partis (respectivement dans les nuances DSV et EXG).

## Élus
| Circonscription | Député sortant                                     | Parti | Parti    | Groupe    | Député élu ou réélu       | Parti | Parti | Groupe  |
| --------------- | -------------------------------------------------- | ----- | -------- | --------- | ------------------------- | ----- | ----- | ------- |
| 1re             | Aude Luquet                                        |       | MoDem    | DEM       | Arnaud Saint-Martin       |       | LFI   | LFI-NFP |
| 2e              | Juliette Vilgrain suppléante de Frédéric Valletoux |       | HOR      | HOR       | Frédéric Valletoux        |       | HOR   | HOR     |
| 3e              | Jean-Louis Thiériot                                |       | LR       | LR        | Jean-Louis Thiériot       |       | LR    | DR      |
| 4e              | Isabelle Périgault                                 |       | LR       | LR        | Julien Limongi            |       | RN    | RN      |
| 5e              | Patricia Lemoine suppléante de Franck Riester      |       | RE       | RE        | Franck Riester            |       | RE    | EPR     |
| 6e              | Béatrice Roullaud                                  |       | RN       | RN        | Béatrice Roullaud         |       | RN    | RN      |
| 7e              | Ersilia Soudais                                    |       | LFI      | LFI-NUPES | Ersilia Soudais           |       | LFI   | LFI-NFP |
| 8e              | Hadrien Ghomi                                      |       | RE       | RE        | Arnaud Bonnet             |       | LÉ    | EcoS    |
| 9e              | Michèle Peyron                                     |       | RE - TdP | RE        | Céline Thiébault-Martinez |       | PS    | SOC     |
| 10e             | Maxime Laisney                                     |       | LFI      | LFI-NUPES | Maxime Laisney            |       | LFI   | LFI-NFP |
| 11e             | Olivier Faure                                      |       | PS       | SOC       | Olivier Faure             |       | PS    | SOC     |

## Résultats

### Taux de participation
| Taux de participation | 1er tour | 1er tour | 1er tour   | 2d tour | 2d tour | 2d tour    | Différence entre les deux tours |
| Taux de participation | En 2022  | En 2024  | Différence | En 2022 | En 2024 | Différence | Différence entre les deux tours |
| --------------------- | -------- | -------- | ---------- | ------- | ------- | ---------- | ------------------------------- |
| À midi                | 14,03 %  | 19,63 %  | 5,6        | 14,64 % | 21,01 % | 6,37       | 1,38                            |
| À 17 heures           | 36,40 %  | 54,20 %  | 17,8       | 34,53 % |         |            |                                 |
| Final                 | 44,23 %  | 65,13 %  | 20,9       | 42,84 % | 64,78 % | 21,94      | 0,35                            |

### Résultats par coalition
| Parti et coalition                          | Parti et coalition                          | Parti et coalition                         | Premier tour | Premier tour | Premier tour | Second tour   | Second tour   | Second tour | Total Sièges  | +/-           |  |
| Parti et coalition                          | Parti et coalition                          | Parti et coalition                         | Voix         | %            | Sièges       | Voix          | %             | Sièges      | Total Sièges  | +/-           |  |
| ------------------------------------------- | ------------------------------------------- | ------------------------------------------ | ------------ | ------------ | ------------ | ------------- | ------------- | ----------- | ------------- | ------------- |  |
|                                             |                                             | Rassemblement national (RN)                | 155 401      | 26,77        | 0            | 174 286       | 33,70         | 2           | 2             | 1             |  |
|                                             | Républicains à droite (RAD)                 | 50 264                                     | 8,66         | 0            | 41 285       | 7,98          | 0             | 0           | Nv            |               |  |
| Total Rassemblement national et alliés (RN) | Total Rassemblement national et alliés (RN) | 205 665                                    | 35,43        | 0            | 215 571      | 41,68         | 2             | 2           | 1             |               |  |
|                                             |                                             | La France insoumise (LFI)                  | 110 100      | 18,96        | 0            | 98 425        | 19,03         | 3           | 3             | 1             |  |
|                                             | Parti socialiste (PS)                       | 38 164                                     | 6,57         | 1            | 27 726       | 5,36          | 1             | 2           | 1             |               |  |
|                                             | Les Écologistes (LÉ)                        | 22 663                                     | 3,90         | 0            | 24 892       | 4,81          | 1             | 1           | 1             |               |  |
|                                             | Révolution écologique pour le vivant (REV)  | 14 267                                     | 2,46         | 0            | Retrait      | Retrait       | Retrait       | 0           | en stagnation |               |  |
| Total Nouveau Front populaire (NFP)         | Total Nouveau Front populaire (NFP)         | 185 194                                    | 31,90        | 1            | 151 043      | 29,20         | 5             | 6           | 3             |               |  |
|                                             |                                             | Renaissance (RE)                           | 50 568       | 8,71         | 0            | 51 449        | 9,95          | 1           | 1             | 2             |  |
|                                             | Horizons (HOR)                              | 28 782                                     | 4,96         | 0            | 31 490       | 6,09          | 1             | 1           | en stagnation |               |  |
|                                             | Mouvement démocrate (MoDem)                 | 12 816                                     | 2,21         | 0            | 11 900       | 2,30          | 0             | 0           | 1             |               |  |
|                                             | Union des démocrates et indépendants (UDI)  | 8 504                                      | 1,47         | 0            |              |               |               | 0           | en stagnation |               |  |
| Total Ensemble pour la République (ENS)     | Total Ensemble pour la République (ENS)     | 100 670                                    | 17,34        | 0            | 94 839       | 18,34         | 2             | 2           | 3             |               |  |
|                                             |                                             | Les Républicains (LR)                      | 41 530       | 7,15         | 0            | 55 763        | 10,78         | 1           | 1             | 1             |  |
|                                             | Sans étiquette                              | 13 739                                     | 2,37         | 0            | Retrait      | Retrait       | Retrait       | 0           | Nv            |               |  |
| Total Union de la droite et du centre (UDC) | Total Union de la droite et du centre (UDC) | 55 269                                     | 9,52         | 0            | 55 763       | 10,78         | 1             | 1           | 1             |               |  |
|                                             | Dissidents Ensemble pour la République      | Dissidents Ensemble pour la République     | 10 790       | 1,86         | 0            |               |               |             | 0             | en stagnation |  |
|                                             | Lutte ouvrière (LO)                         | Lutte ouvrière (LO)                        | 8 696        | 1,50         | 0            | 0             | en stagnation |             |               |               |  |
|                                             | Reconquête (REC)                            | Reconquête (REC)                           | 5 436        | 0,94         | 0            | 0             | en stagnation |             |               |               |  |
|                                             | Écologie au centre (ÉAC)                    | Écologie au centre (ÉAC)                   | 3 974        | 0,68         | 0            | 0             | en stagnation |             |               |               |  |
|                                             |                                             | Le Mouvement pour les animaux (LMPA)       | 1 745        | 0,30         | 0            | 0             | en stagnation |             |               |               |  |
| Total Tous unis pour le vivant (TUPV)       | Total Tous unis pour le vivant (TUPV)       | 1 745                                      | 0,30         | 0            | 0            | en stagnation |               |             |               |               |  |
|                                             | Debout la France (DLF)                      | Debout la France (DLF)                     | 824          | 0,14         | 0            | 0             | en stagnation |             |               |               |  |
|                                             | Utiles                                      | Utiles                                     | 775          | 0,13         | 0            | 0             | Nv            |             |               |               |  |
|                                             | Parti des travailleurs (PT)                 | Parti des travailleurs (PT)                | 377          | 0,06         | 0            | 0             | en stagnation |             |               |               |  |
|                                             | Décidons nous-mêmes ! (DNM)                 | Décidons nous-mêmes ! (DNM)                | 171          | 0,03         | 0            | 0             | en stagnation |             |               |               |  |
|                                             | Union des démocrates et indépendants (UDI)  | Union des démocrates et indépendants (UDI) | 3            | 0,00         | 0            | 0             | Nv            |             |               |               |  |
|                                             |                                             | Mouvement écologiste indépendant (MEI)     | 0            | 0,00         | 0            | 0             | en stagnation |             |               |               |  |
| Total Le Rassemblement (RAS)                | Total Le Rassemblement (RAS)                | 0                                          | 0,00         | 0            | 0            | en stagnation |               |             |               |               |  |
|                                             | Autres partis                               | Autres partis                              | 298          | 0,05         | 0            | 0             | en stagnation |             |               |               |  |
|                                             | Sans étiquette (SE)                         | Sans étiquette (SE)                        | 674          | 0,12         | 0            | 0             | en stagnation |             |               |               |  |
|                                             |                                             |                                            |              |              |              |               |               |             |               |               |  |
| Suffrages exprimés                          | Suffrages exprimés                          | Suffrages exprimés                         | 580 561      | 97,35        |              | 517 216       | 94,04         |             |               |               |  |
| Votes blancs                                | Votes blancs                                | Votes blancs                               | 11 920       | 2,00         | 26 092       | 4,74          |               |             |               |               |  |
| Votes nuls                                  | Votes nuls                                  | Votes nuls                                 | 3 886        | 0,65         | 6 659        | 1,21          |               |             |               |               |  |
| Total                                       | Total                                       | Total                                      | 596 367      | 100          | 1            | 549 967       | 100           | 10          | 11            | en stagnation |  |
| Abstentions                                 | Abstentions                                 | Abstentions                                | 319 236      | 34,87        |              | 299 000       | 35,22         |             |               |               |  |
| Inscrits/Participation                      | Inscrits/Participation                      | Inscrits/Participation                     | 915 603      | 65,13        | 848 967      | 64,78         |               |             |               |               |  |

#### Résultats par nuances
| Nuance                 | Nuance                               | Nuance                 | Premier tour | Premier tour | Premier tour | Second tour | Second tour   | Second tour | Total Sièges | +/-           |  |
| Nuance                 | Nuance                               | Nuance                 | Voix         | %            | Sièges       | Voix        | %             | Sièges      | Total Sièges | +/-           |  |
| ---------------------- | ------------------------------------ | ---------------------- | ------------ | ------------ | ------------ | ----------- | ------------- | ----------- | ------------ | ------------- |  |
|                        | Union de la gauche                   | UG                     | 185 194      | 31,90        | 1            | 151 043     | 29,20         | 5           | 6            | 3             |  |
|                        | Rassemblement national               | RN                     | 155 401      | 26,77        | 0            | 174 286     | 33,70         | 2           | 2            | 1             |  |
|                        | Ensemble pour la République !        | ENS                    | 99 611       | 17,16        | 0            | 94 839      | 18,34         | 2           | 2            | 3             |  |
|                        | Union de l'extrême droite            | UXD                    | 38 362       | 6,61         | 0            | 41 285      | 7,98          | 0           | 0            | Nv            |  |
|                        | Les Républicains                     | LR                     | 37 696       | 6,49         | 0            | 55 763      | 10,78         | 1           | 1            | 1             |  |
|                        | Divers droite                        | DVD                    | 29 773       | 5,13         | 0            | Retrait     | Retrait       | Retrait     | 0            | en stagnation |  |
|                        | Extrême gauche                       | EXG                    | 9 073        | 1,56         | 0            |             |               |             | 0            | en stagnation |  |
|                        | Union des démocrates et indépendants | UDI                    | 8 507        | 1,47         | 0            | 0           | en stagnation |             |              |               |  |
|                        | Reconquête                           | REC                    | 5 436        | 0,94         | 0            | 0           | en stagnation |             |              |               |  |
|                        | Divers centre                        | DVC                    | 5 217        | 0,90         | 0            | 0           | en stagnation |             |              |               |  |
|                        | Régionaliste                         | REG                    | 2 691        | 0,46         | 0            | 0           | en stagnation |             |              |               |  |
|                        | Ecologistes                          | ECO                    | 2 102        | 0,36         | 0            | 0           | en stagnation |             |              |               |  |
|                        | Droite souverainiste                 | DSV                    | 824          | 0,14         | 0            | 0           | en stagnation |             |              |               |  |
|                        | Divers                               | DIV                    | 440          | 0,08         | 0            | 0           | en stagnation |             |              |               |  |
|                        | Divers gauche                        | DVG                    | 234          | 0,04         | 0            | 0           | en stagnation |             |              |               |  |
|                        |                                      |                        |              |              |              |             |               |             |              |               |  |
| Suffrages exprimés     | Suffrages exprimés                   | Suffrages exprimés     | 580 561      | 97,35        |              | 517 216     | 94,04         |             |              |               |  |
| Votes blancs           | Votes blancs                         | Votes blancs           | 11 920       | 2,00         | 26 092       | 4,74        |               |             |              |               |  |
| Votes nuls             | Votes nuls                           | Votes nuls             | 3 886        | 0,65         | 6 659        | 1,21        |               |             |              |               |  |
| Total                  | Total                                | Total                  | 596 367      | 100          | 1            | 549 967     | 100           | 10          | 11           | en stagnation |  |
| Abstentions            | Abstentions                          | Abstentions            | 319 236      | 34,87        |              | 299 000     | 35,22         |             |              |               |  |
| Inscrits/Participation | Inscrits/Participation               | Inscrits/Participation | 915 603      | 65,13        | 848 967      | 64,78       |               |             |              |               |  |

### Cartes

Nuance politique des candidats arrivés en tête dans chaque commune au 1er tour.

### Résultats par circonscription

#### Première circonscription
Députée sortante : Aude Luquet (Mouvement démocrate)
| Candidats                | Candidats                | Parti et coalition       | Nuance                   | Premier tour | Premier tour | Second tour | Second tour |
| Candidats                | Candidats                | Parti et coalition       | Nuance                   | Voix         | %            | Voix        | %           |
| ------------------------ | ------------------------ | ------------------------ | ------------------------ | ------------ | ------------ | ----------- | ----------- |
|                          | Arnaud Saint-Martin      | LFI (NFP)                | UG                       | 14 701       | 33,31        | 16 967      | 37,72       |
|                          | Théo Michel              | RAD (RN)                 | UXD                      | 14 542       | 32,95        | 16 110      | 35,82       |
|                          | Aude Luquet              | MoDem (ENS)              | ENS                      | 12 816       | 29,04        | 11 900      | 26,46       |
|                          | Brigitte Lapeyronie      | REC                      | REC                      | 794          | 1,80         |             |             |
|                          | Jean-Louis Guerrier      | LO                       | EXG                      | 742          | 1,68         |             |             |
|                          | Henri Komivi Djolegbehou | CNR                      | DVD                      | 298          | 0,68         |             |             |
|                          | Hicham Aichi             | SE                       | DVG                      | 234          | 0,53         |             |             |
|                          | Victoria Meimouni        | DLF                      | DSV                      | 3            | 0,01         |             |             |
|                          |                          |                          |                          |              |              |             |             |
| Votes valides            | Votes valides            | Votes valides            | Votes valides            | 44 130       | 96,82        | 44 977      | 97,52       |
| Votes blancs             | Votes blancs             | Votes blancs             | Votes blancs             | 1 048        | 2,30         | 861         | 1,87        |
| Votes nuls               | Votes nuls               | Votes nuls               | Votes nuls               | 400          | 0,88         | 285         | 0,62        |
| Total                    | Total                    | Total                    | Total                    | 45 578       | 100          | 46 123      | 100         |
| Abstention               | Abstention               | Abstention               | Abstention               | 25 761       | 36,11        | 25 230      | 35,36       |
| Inscrits / participation | Inscrits / participation | Inscrits / participation | Inscrits / participation | 71 339       | 63,89        | 71 353      | 64,64       |

#### Deuxième circonscription
Députée sortante : Juliette Vilgrain (Horizons), élue en 2022 en tant que suppléante de Frédéric Valletoux (Horizons)
| Candidats                | Candidats                | Parti et coalition       | Nuance                   | Premier tour | Premier tour | Second tour | Second tour |
| Candidats                | Candidats                | Parti et coalition       | Nuance                   | Voix         | %            | Voix        | %           |
| ------------------------ | ------------------------ | ------------------------ | ------------------------ | ------------ | ------------ | ----------- | ----------- |
|                          | Ivanka Dimitrova         | RN                       | RN                       | 18 887       | 35,06        | 21 007      | 40,02       |
|                          | Frédéric Valletoux       | HOR (ENS)                | ENS                      | 18 171       | 33,73        | 31 490      | 59,98       |
|                          | Nour Benaïssa Watbot     | LFI (NFP)                | UG                       | 12 765       | 23,70        | Retrait     | Retrait     |
|                          | Loïc Rousselle           | ÉAC                      | ECO                      | 2 102        | 3,90         |             |             |
|                          | Guillaume Cazauran       | REC                      | REC                      | 991          | 1,84         |             |             |
|                          | Élodie Broch             | LO                       | EXG                      | 419          | 0,78         |             |             |
|                          | Stéphanie Faury          | PT                       | EXG                      | 377          | 0,70         |             |             |
|                          | Valérian Lapkoff         | SE                       | DIV                      | 152          | 0,28         |             |             |
|                          | Sophie Balastre          | DLF                      | DSV                      | 8            | 0,01         |             |             |
|                          |                          |                          |                          |              |              |             |             |
| Votes valides            | Votes valides            | Votes valides            | Votes valides            | 53 872       | 97,67        | 52 497      | 95,88       |
| Votes blancs             | Votes blancs             | Votes blancs             | Votes blancs             | 926          | 1,68         | 1 715       | 3,13        |
| Votes nuls               | Votes nuls               | Votes nuls               | Votes nuls               | 358          | 0,65         | 543         | 0,99        |
| Total                    | Total                    | Total                    | Total                    | 55 156       | 100          | 54 755      | 100         |
| Abstention               | Abstention               | Abstention               | Abstention               | 25 288       | 31,44        | 25 705      | 31,95       |
| Inscrits / participation | Inscrits / participation | Inscrits / participation | Inscrits / participation | 80 444       | 68,56        | 80 460      | 68,05       |

#### Troisième circonscription
Député sortant : Jean-Louis Thiériot (Les Républicains)
| Candidats                | Candidats                | Parti et coalition       | Nuance                   | Premier tour | Premier tour | Second tour | Second tour |
| Candidats                | Candidats                | Parti et coalition       | Nuance                   | Voix         | %            | Voix        | %           |
| ------------------------ | ------------------------ | ------------------------ | ------------------------ | ------------ | ------------ | ----------- | ----------- |
|                          | Davy Brun                | RN                       | RN                       | 19 153       | 38,13        | 20 250      | 41,49       |
|                          | Jean-Louis Thiériot      | LR (UDC)                 | LR                       | 15 914       | 31,68        | 28 560      | 58,51       |
|                          | Laura Vallée-Hans        | REV (NFP)                | UG                       | 14 267       | 28,40        | Retrait     | Retrait     |
|                          | Catherine Van Cauteren   | LO                       | EXG                      | 896          | 1,78         |             |             |
|                          |                          |                          |                          |              |              |             |             |
| Votes valides            | Votes valides            | Votes valides            | Votes valides            | 50 230       | 97,55        | 48 810      | 95,68       |
| Votes blancs             | Votes blancs             | Votes blancs             | Votes blancs             | 983          | 1,91         | 1 825       | 3,58        |
| Votes nuls               | Votes nuls               | Votes nuls               | Votes nuls               | 279          | 0,54         | 377         | 0,74        |
| Total                    | Total                    | Total                    | Total                    | 51 492       | 100          | 51 012      | 100         |
| Abstention               | Abstention               | Abstention               | Abstention               | 26 422       | 33,91        | 26 917      | 34,54       |
| Inscrits / participation | Inscrits / participation | Inscrits / participation | Inscrits / participation | 77 914       | 66,09        | 77 929      | 65,46       |

#### Quatrième circonscription
Députée sortante : Isabelle Périgault (Les Républicains)
| Candidats                | Candidats                | Parti et coalition       | Nuance                   | Premier tour | Premier tour | Second tour | Second tour |
| Candidats                | Candidats                | Parti et coalition       | Nuance                   | Voix         | %            | Voix        | %           |
| ------------------------ | ------------------------ | ------------------------ | ------------------------ | ------------ | ------------ | ----------- | ----------- |
|                          | Julien Limongi           | RN                       | RN                       | 27 317       | 47,64        | 29 118      | 51,70       |
|                          | Isabelle Périgault       | LR (UDC)                 | LR                       | 16 060       | 28,01        | 27 203      | 48,30       |
|                          | Mathieu Garnier,         | LFI (NFP)                | UG                       | 11 986       | 20,90        | Retrait     | Retrait     |
|                          | Jean-Yves Gaudey         | LO                       | EXG                      | 1 070        | 1,87         |             |             |
|                          | Nicolas Fauveau          | REC                      | REC                      | 907          | 1,58         |             |             |
|                          |                          |                          |                          |              |              |             |             |
| Votes valides            | Votes valides            | Votes valides            | Votes valides            | 57 340       | 97,32        | 56 321      | 96,03       |
| Votes blancs             | Votes blancs             | Votes blancs             | Votes blancs             | 1 178        | 2,00         | 1 751       | 2,99        |
| Votes nuls               | Votes nuls               | Votes nuls               | Votes nuls               | 399          | 0,68         | 579         | 0,99        |
| Total                    | Total                    | Total                    | Total                    | 58 917       | 100          | 58 651      | 100         |
| Abstention               | Abstention               | Abstention               | Abstention               | 29 780       | 33,57        | 30 064      | 33,89       |
| Inscrits / participation | Inscrits / participation | Inscrits / participation | Inscrits / participation | 88 697       | 66,43        | 88 715      | 66,11       |

#### Cinquième circonscription
Députée sortante : Patricia Lemoine (Renaissance), élue en 2022 en tant que suppléante de Franck Riester (Renaissance)
| Candidats                | Candidats                | Parti et coalition       | Nuance                   | Premier tour | Premier tour | Second tour | Second tour |
| Candidats                | Candidats                | Parti et coalition       | Nuance                   | Voix         | %            | Voix        | %           |
| ------------------------ | ------------------------ | ------------------------ | ------------------------ | ------------ | ------------ | ----------- | ----------- |
|                          | Philippe Fontana         | RAD (RN)                 | UXD                      | 23 820       | 41,77        | 25 175      | 45,60       |
|                          | Franck Riester           | RE (ENS)                 | ENS                      | 17 923       | 31,43        | 30 038      | 54,40       |
|                          | Laurie Caenbergs,        | LFI (NFP)                | UG                       | 13 985       | 24,52        | Retrait     | Retrait     |
|                          | Pascal Quenot            | LO                       | EXG                      | 1 011        | 1,77         |             |             |
|                          | Rudolf Larregain-Feller  | SE                       | DIV                      | 288          | 0,51         |             |             |
|                          | Michèle Durand           | DLF                      | DSV                      | 2            | 0,00         |             |             |
|                          |                          |                          |                          |              |              |             |             |
| Votes valides            | Votes valides            | Votes valides            | Votes valides            | 57 029       | 97,32        | 55 213      | 95,33       |
| Votes blancs             | Votes blancs             | Votes blancs             | Votes blancs             | 1 197        | 2,04         | 2 147       | 3,71        |
| Votes nuls               | Votes nuls               | Votes nuls               | Votes nuls               | 375          | 0,64         | 557         | 0,96        |
| Total                    | Total                    | Total                    | Total                    | 58 601       | 100          | 57 917      | 100         |
| Abstention               | Abstention               | Abstention               | Abstention               | 31 193       | 34,74        | 31 898      | 35,52       |
| Inscrits / participation | Inscrits / participation | Inscrits / participation | Inscrits / participation | 89 794       | 65,26        | 89 815      | 64,48       |

#### Sixième circonscription
Députée sortante : Béatrice Roullaud (Rassemblement national)
| Candidats                | Candidats                | Parti et coalition       | Nuance                   | Premier tour | Premier tour | Second tour | Second tour |
| Candidats                | Candidats                | Parti et coalition       | Nuance                   | Voix         | %            | Voix        | %           |
| ------------------------ | ------------------------ | ------------------------ | ------------------------ | ------------ | ------------ | ----------- | ----------- |
|                          | Béatrice Roullaud        | RN                       | RN                       | 20 994       | 40,81        | 24 362      | 52,50       |
|                          | Amal Bentounsi           | LFI (NFP)                | UG                       | 15 548       | 30,22        | 22 041      | 47,50       |
|                          | Régis Sarazin,           | SE (UDC)                 | DVD                      | 13 739       | 26,70        | Retrait     | Retrait     |
|                          | Annie Rieupet            | LO                       | EXG                      | 1 167        | 2,27         |             |             |
|                          |                          |                          |                          |              |              |             |             |
| Votes valides            | Votes valides            | Votes valides            | Votes valides            | 51 448       | 97,24        | 46 403      | 89,17       |
| Votes blancs             | Votes blancs             | Votes blancs             | Votes blancs             | 1 116        | 2,11         | 4 606       | 8,85        |
| Votes nuls               | Votes nuls               | Votes nuls               | Votes nuls               | 346          | 0,65         | 1 027       | 1,97        |
| Total                    | Total                    | Total                    | Total                    | 52 910       | 100          | 52 036      | 100         |
| Abstention               | Abstention               | Abstention               | Abstention               | 29 994       | 36,18        | 30 885      | 37,25       |
| Inscrits / participation | Inscrits / participation | Inscrits / participation | Inscrits / participation | 82 904       | 63,82        | 82 921      | 62,75       |

#### Septième circonscription
Députée sortante : Ersilia Soudais (La France insoumise)
| Candidats                | Candidats                | Parti et coalition       | Nuance                   | Premier tour | Premier tour | Second tour | Second tour |
| Candidats                | Candidats                | Parti et coalition       | Nuance                   | Voix         | %            | Voix        | %           |
| ------------------------ | ------------------------ | ------------------------ | ------------------------ | ------------ | ------------ | ----------- | ----------- |
|                          | Agnès Laffite            | RN                       | RN                       | 20 179       | 35,72        | 24 063      | 47,00       |
|                          | Ersilia Soudais          | LFI (NFP)                | UG                       | 18 557       | 32,85        | 27 137      | 53,00       |
|                          | Christian Robache        | HOR (ENS)                | ENS                      | 10 611       | 18,78        |             |             |
|                          | Rodrigue Kokouendo       | RE diss.                 | DVC                      | 3 345        | 5,92         |             |             |
|                          | Naïma Moghir             | ÉAC                      | DVC                      | 1 872        | 3,31         |             |             |
|                          | Mathilde Yu-Yueng        | DLF                      | DSV                      | 678          | 1,20         |             |             |
|                          | Yannick Carlino          | REC                      | REC                      | 657          | 1,16         |             |             |
|                          | Gabrielle Frija          | LO                       | EXG                      | 587          | 1,04         |             |             |
|                          | Maria Louro              | UDI                      | UDI                      | 3            | 0,01         |             |             |
|                          |                          |                          |                          |              |              |             |             |
| Votes valides            | Votes valides            | Votes valides            | Votes valides            | 56 489       | 97,45        | 51 200      | 90,05       |
| Votes blancs             | Votes blancs             | Votes blancs             | Votes blancs             | 1 056        | 1,82         | 4 514       | 7,94        |
| Votes nuls               | Votes nuls               | Votes nuls               | Votes nuls               | 423          | 0,73         | 1 141       | 2,01        |
| Total                    | Total                    | Total                    | Total                    | 57 968       | 100          | 56 855      | 100         |
| Abstention               | Abstention               | Abstention               | Abstention               | 31 255       | 35,03        | 32 412      | 36,31       |
| Inscrits / participation | Inscrits / participation | Inscrits / participation | Inscrits / participation | 89 223       | 64,97        | 89 267      | 63,69       |

#### Huitième circonscription
Député sortant : Hadrien Ghomi (Renaissance)
| Candidats                | Candidats                | Parti et coalition       | Nuance                   | Premier tour | Premier tour | Second tour | Second tour |
| Candidats                | Candidats                | Parti et coalition       | Nuance                   | Voix         | %            | Voix        | %           |
| ------------------------ | ------------------------ | ------------------------ | ------------------------ | ------------ | ------------ | ----------- | ----------- |
|                          | Arnaud Bonnet            | LÉ (NFP)                 | UG                       | 22 663       | 36,29        | 24 892      | 39,28       |
|                          | Hadrien Ghomi            | RE (ENS)                 | ENS                      | 20 622       | 33,03        | 21 411      | 33,79       |
|                          | Manon Mourgères          | RN                       | RN                       | 17 465       | 27,97        | 17 066      | 26,93       |
|                          | Jean-Marc Moskowicz      | REC                      | REC                      | 869          | 1,39         |             |             |
|                          | Frédéric Renault         | LO                       | EXG                      | 822          | 1,32         |             |             |
|                          | Henriette Sauvage        | DLF                      | DSV                      | 1            | 0,00         |             |             |
|                          | Bernard Duchaussoy       | MEI (RAS)                | ECO                      | 0            | 0,00         |             |             |
|                          |                          |                          |                          |              |              |             |             |
| Votes valides            | Votes valides            | Votes valides            | Votes valides            | 62 442       | 97,35        | 63 369      | 98,00       |
| Votes blancs             | Votes blancs             | Votes blancs             | Votes blancs             | 1 320        | 2,06         | 1 009       | 1,56        |
| Votes nuls               | Votes nuls               | Votes nuls               | Votes nuls               | 379          | 0,59         | 287         | 0,44        |
| Total                    | Total                    | Total                    | Total                    | 64 141       | 100          | 64 665      | 100         |
| Abstention               | Abstention               | Abstention               | Abstention               | 33 523       | 34,32        | 33 054      | 33,83       |
| Inscrits / participation | Inscrits / participation | Inscrits / participation | Inscrits / participation | 97 664       | 65,68        | 97 719      | 66,17       |

#### Neuvième circonscription
Députée sortante : Michèle Peyron (Renaissance - Territoires de progrès)
| Candidats                | Candidats                 | Parti et coalition       | Nuance                   | Premier tour | Premier tour | Second tour | Second tour |
| Candidats                | Candidats                 | Parti et coalition       | Nuance                   | Voix         | %            | Voix        | %           |
| ------------------------ | ------------------------- | ------------------------ | ------------------------ | ------------ | ------------ | ----------- | ----------- |
|                          | Morgann Vanacker          | RN                       | RN                       | 19 781       | 35,50        | 23 958      | 46,35       |
|                          | Céline Thiébault-Martinez | PS (NFP)                 | UG                       | 16 521       | 29,65        | 27 726      | 53,65       |
|                          | Michèle Peyron            | RE - TdP (ENS)           | ENS                      | 12 023       | 21,57        | Retrait     | Retrait     |
|                          | Franck Denion             | LR (UDC)                 | DVD                      | 3 834        | 6,88         |             |             |
|                          | Marie-Pierre Chevallier   | LMPA (TUPV)              | REG                      | 1 745        | 3,13         |             |             |
|                          | Kamal Valcin              | Utiles                   | REG                      | 775          | 1,39         |             |             |
|                          | Bruno-Charles Delalandre  | REC                      | REC                      | 622          | 1,12         |             |             |
|                          | Florence Woods            | LO                       | EXG                      | 426          | 0,76         |             |             |
|                          |                           |                          |                          |              |              |             |             |
| Votes valides            | Votes valides             | Votes valides            | Votes valides            | 55 727       | 97,78        | 51 684      | 91,46       |
| Votes blancs             | Votes blancs              | Votes blancs             | Votes blancs             | 980          | 1,72         | 3 915       | 6,93        |
| Votes nuls               | Votes nuls                | Votes nuls               | Votes nuls               | 283          | 0,50         | 911         | 1,61        |
| Total                    | Total                     | Total                    | Total                    | 56 990       | 100          | 56 510      | 100         |
| Abstention               | Abstention                | Abstention               | Abstention               | 30 745       | 35,04        | 31 263      | 35,62       |
| Inscrits / participation | Inscrits / participation  | Inscrits / participation | Inscrits / participation | 87 735       | 64,96        | 87 773      | 64,38       |

#### Dixième circonscription
Député sortant : Maxime Laisney (La France insoumise)
| Candidats                | Candidats                | Parti et coalition       | Nuance                   | Premier tour | Premier tour | Second tour | Second tour |
| Candidats                | Candidats                | Parti et coalition       | Nuance                   | Voix         | %            | Voix        | %           |
| ------------------------ | ------------------------ | ------------------------ | ------------------------ | ------------ | ------------ | ----------- | ----------- |
|                          | Maxime Laisney           | LFI (NFP)                | UG                       | 22 558       | 43,94        | 32 280      | 69,06       |
|                          | Pryscillia Brach         | RN                       | RN                       | 11 625       | 22,64        | 14 462      | 30,94       |
|                          | Stéphanie Do             | HOR diss.                | ENS                      | 7 445        | 14,50        |             |             |
|                          | Michel Colas             | LR (UDC)                 | LR                       | 5 722        | 11,15        |             |             |
|                          | Joël Sangaré             | UDI (ENS)                | UDI                      | 2 707        | 5,27         |             |             |
|                          | Sylvain Cayard           | LO                       | EXG                      | 688          | 1,34         |             |             |
|                          | Philippe Dervaux         | REC                      | REC                      | 596          | 1,16         |             |             |
|                          |                          |                          |                          |              |              |             |             |
| Votes valides            | Votes valides            | Votes valides            | Votes valides            | 51 341       | 97,88        | 46 742      | 90,86       |
| Votes blancs             | Votes blancs             | Votes blancs             | Votes blancs             | 787          | 1,50         | 3 749       | 7,29        |
| Votes nuls               | Votes nuls               | Votes nuls               | Votes nuls               | 327          | 0,62         | 952         | 1,85        |
| Total                    | Total                    | Total                    | Total                    | 52 455       | 100          | 51 443      | 100         |
| Abstention               | Abstention               | Abstention               | Abstention               | 30 537       | 36,80        | 31 572      | 38,03       |
| Inscrits / participation | Inscrits / participation | Inscrits / participation | Inscrits / participation | 82 992       | 63,20        | 83 015      | 61,97       |

#### Onzième circonscription
Député sortant : Olivier Faure (Parti socialiste)
| Candidats                | Candidats                | Parti et coalition       | Nuance                   | Premier tour | Premier tour |
| Candidats                | Candidats                | Parti et coalition       | Nuance                   | Voix         | %            |
| ------------------------ | ------------------------ | ------------------------ | ------------------------ | ------------ | ------------ |
|                          | Olivier Faure            | PS (NFP)                 | UG                       | 21 643       | 53,42        |
|                          | Vincent Paul-Petit       | RÀD (RN)                 | DVD                      | 11 902       | 29,38        |
|                          | Thomas Ianz              | UDI (ENS)                | UDI                      | 5 797        | 14,31        |
|                          | Anne de la Torre         | LO                       | EXG                      | 868          | 2,14         |
|                          | Flore Créantor           | DNM                      | REG                      | 171          | 0,42         |
|                          | Dominique Mahé           | DLF                      | DSV                      | 132          | 0,33         |
|                          |                          |                          |                          |              |              |
| Votes valides            | Votes valides            | Votes valides            | Votes valides            | 40 513       | 96,10        |
| Votes blancs             | Votes blancs             | Votes blancs             | Votes blancs             | 1 329        | 3,15         |
| Votes nuls               | Votes nuls               | Votes nuls               | Votes nuls               | 317          | 0,75         |
| Total                    | Total                    | Total                    | Total                    | 42 159       | 100          |
| Abstention               | Abstention               | Abstention               | Abstention               | 24 738       | 36,98        |
| Inscrits / participation | Inscrits / participation | Inscrits / participation | Inscrits / participation | 66 897       | 63,02        |